# ジョー・バーロウ
- ジョー・バーロー

ジョゼフ・イスラエル・バーロウ（Joseph Israel Barlow, 1995年9月28日 - ）は、アメリカ合衆国ユタ州ソルトレイク郡リバートン出身のプロ野球選手（投手）。右投右打。MLBのテキサス・レンジャーズ傘下所属。

## 経歴

### プロ入りとレンジャーズ時代
2016年のMLBドラフト11巡目（全体339位）でテキサス・レンジャーズから指名され、プロ入り。契約後、傘下のルーキー級アリゾナリーグ・レンジャーズでプロデビュー。13試合（先発3試合）に登板して2勝4敗2セーブ、防御率4.41、29奪三振を記録した。
2017年はA-級スポケーン・インディアンスでプレーし、16試合に登板して6勝1敗、防御率2.00、64奪三振を記録した。
2018年はA級ヒッコリー・クロウダッズでプレーし、38試合に登板して3勝3敗8セーブ、防御率1.68、91奪三振を記録した。オフにはアリゾナ・フォールリーグに参加し、サプライズ・サグアロスに所属した。
2019年はA+級ダウンイースト・ウッドダックス、AA級フリスコ・ラフライダーズ、AAA級ナッシュビル・サウンズでプレーし、3球団合計で49試合に登板して6勝2敗4セーブ、防御率3.16、93奪三振を記録した。
2020年は新型コロナウイルスの影響でマイナーリーグの試合が開催されなかったため、公式戦の登板は無かった。
2021年は5月のマイナーリーグ開幕からAAA級ラウンドロック・エクスプレス でプレーし、17試合に登板して0勝1敗7セーブ、防御率2.57、29奪三振を記録した。6月23日にメジャー契約を結んでアクティブ・ロースター入りし、翌24日のオークランド・アスレチックス戦でメジャーデビュー。この年メジャーでは31試合に登板して0勝2敗11セーブ、防御率1.55、27奪三振を記録した。
2022年は前年を上回る35試合に登板して3勝1敗13セーブ、防御率3.86、28奪三振を記録した。
2023年はレンジャーズでは13試合に登板と、登板数が大幅に減少した。その他の成績は1勝1敗、防御率4.66、6奪三振という成績であった。同年7月30日にDFAとなった。

### ロイヤルズ傘下時代
同年8月4日にウェイバー公示を経てカンザスシティ・ロイヤルズへ移籍した。移籍後は、翌5日にマイナー契約でAAA級オマハ・ストームチェイサーズに配属された。この時はメジャーに昇格する機会は無く、オフの11月6日にFAとなった。

### ホワイトソックス傘下時代
2024年1月12日にシカゴ・ホワイトソックスとマイナー契約を結び、この年のスプリングトレーニングに招待選手として参加した。また、その日のうちにAAA級シャーロット・ナイツに配属された。開幕直前の3月25日に60日間の故障者リストに入った。このシーズンは、結果的にメジャーでの登板機会なしに終わり、7月12日に自由契約となった。この年はこれ以降、どのチームにも所属しなかった。

### レンジャーズ傘下時代
2025年2月16日に、プロデビュー時に所属していたレンジャーズとマイナー契約を結び、同年のスプリングトレーニングに招待選手として参加することになった。また、その日のうちにAA級フリスコ・ラフライダーズに配属された。

## 投球スタイル
フォーシームとスライダーを主体としており、稀にカーブも投げる。

## 詳細情報

### 年度別投手成績
| 年 度    | 球 団    | 登 板 | 先 発 | 完 投 | 完 封 | 無 四 球 | 勝 利 | 敗 戦 | セ 丨 ブ | ホ 丨 ル ド | 勝 率 | 打 者 | 投 球 回 | 被 安 打 | 被 本 塁 打 | 与 四 球 | 敬 遠 | 与 死 球 | 奪 三 振 | 暴 投 | ボ 丨 ク | 失 点 | 自 責 点 | 防 御 率 | W H I P |
| -------- | -------- | ----- | ----- | ----- | ----- | -------- | ----- | ----- | -------- | ----------- | ----- | ----- | -------- | -------- | ----------- | -------- | ----- | -------- | -------- | ----- | -------- | ----- | -------- | -------- | ------- |
| 2021     | TEX      | 31    | 0     | 0     | 0     | 0        | 0     | 2     | 11       | 3           | .000  | 111   | 29.0     | 12       | 2           | 12       | 0     | 0        | 27       | 1     | 0        | 9     | 5        | 1.55     | 0.83    |
| 2022     | TEX      | 35    | 0     | 0     | 0     | 0        | 3     | 1     | 13       | 0           | .750  | 146   | 35.0     | 27       | 5           | 13       | 0     | 4        | 28       | 0     | 0        | 18    | 15       | 3.86     | 1.14    |
| 2023     | TEX      | 13    | 0     | 0     | 0     | 0        | 1     | 1     | 0        | 0           | .500  | 44    | 9.2      | 13       | 2           | 2        | 0     | 0        | 6        | 0     | 0        | 5     | 5        | 4.66     | 1.55    |
| MLB：3年 | MLB：3年 | 79    | 0     | 0     | 0     | 0        | 4     | 4     | 24       | 3           | .500  | 301   | 73.2     | 52       | 9           | 27       | 0     | 4        | 61       | 1     | 0        | 32    | 25       | 3.05     | 1.07    |

- 2024年度シーズン終了時

### 背番号
- 68（2021年 - 2023年）